# Francesco Perotti
Francesco Perotti (Verona, 1907 – Ancona, 1955) è stato un pittore italiano.

## Biografia
Nato da modesta famiglia che ne seppe però riconoscere subito le attitudini artistiche, venne inserito tredicenne in un istituto artistico della città che gli consentì, oltre il perfezionamento tecnico, di iniziare un'intensa attività en plein air che caratterizzerà sempre l'artista e che lo renderà un paesaggista puro dai toni delicati e un naturalismo personale fortemente distintivo.
Entrato successivamente all'Accademia Cignaroli di Verona (dove ebbe come maestri Guido Trentini e Antonio Nardi), ne uscì nel 1926 con un saggio finale che gli valse il primo premio con un viaggio istruttivo a Roma e Firenze.
Perotti dimostrò in questi anni (da annoverare l'affermazione alla 39ª mostra d'arte promossa dalla Società di Belle Arti di Verona, manifestazione alla quale rimase legato finché visse, anche dopo il trasferimento a Roma) una significativa propensione eclettica, dedicandosi anche al restauro e all'affresco: una menzione meritano le decorazioni della Sala Marconi eseguite per i lavori di ripristino del Museo di Castelvecchio tra il 1925 e il 1926.
Il ritorno dal viaggio romano vide un'intensificazione dell'attività artistica del pittore veronese, e la partecipazione alla XVIII Mostra di Cà Pesaro a Venezia, organizzata nel 1927 dall'Opera Bevilacqua La Masa.
Partito per il servizio militare, durante il quale ebbe comunque modo di dedicarsi alla decorazione presso una villa di Panzano, al rientro venne colpito da una grave malattia che lo costrinse all'immobilità per 2 anni, sino alla fine del 1929.
Ripresosi, oltre ad esporre opere anche giovanili in diverse mostre, si dedicò alla decorazione e affresco del Palazzo della Ragione in Piazza dei Signori a Verona.
Erano gli anni in cui i sindacati degli artisti iniziavano ad organizzare manifestazioni e collettive, ad alcune delle quali partecipò nel 1933.
Desideroso di ampliare le sue visuali estetiche, decise di trasferirsi momentaneamente a Parigi, cornice artistica ideale per affinare quella ricerca, avviata fin dagli esordi, dell'unità della visione legate allo stile severo di Cézanne: un'esperienza, quella parigina, che lo porterà ad avvicinarsi moltissimo anche all'estetica di Utrillo, e che produsse nella pittura del Perotti maturo innegabili frutti; testimonianza ne sono le numerose mostre personali e partecipazioni a rassegne collettive apprezzate da critici e colleghi tra i quali si possono ricordare Virgilio Guidi, Orfeo Tamburi e Renato Birolli.
Stabilitosi a Roma nel 1941, divenne assistente di Amerigo Bartoli dell'Accademia di Belle Arti e quindi titolare di cattedra.
Gli ultimi fecondi anni videro la partecipazione di Perotti a numerose collettive, alla Quadriennale di Roma (il primo invito alla quale risaliva al 1943) e alla Biennale di Venezia, e l'incarico (nel 1949) di dipingere una pala d'altare per la cappella dei Ss. Pietro e Paolo nella basilica di Sant'Eugenio in Roma.
Ma i veri protagonisti della maturità furono i dipinti dal vero prima in Bretagna e successivamente sul Lago di Garda, in un continuo arricchimento al repertorio paesaggistico dal quale in realtà non si allontanò mai.
Ritornato nella città eterna, le sue condizioni di salute iniziarono nuovamente a peggiorare, e a nulla valse il trasferimento presso una clinica di Ancona dove, il 7 giugno 1955, morì.